# 노르베르트 기옴베르
노르베르트 기옴베르(슬로바키아어: Norbert Gyömbér, 1992년 7월 3일 ~ )는 슬로바키아의 축구 선수로 포지션은 수비수이다. 현재 이탈리아의 2부 축구 리그인 세리에 B의 US 살레르니타나 1919에서 뛰고 있다.